# NGC 2341
NGC 2341 ist eine Spiralgalaxie vom Hubble-Typ Sc/P mit ausgedehnten Sternentstehungsgebieten im Sternbild Zwillinge auf der Ekliptik. Sie ist schätzungsweise 227 Millionen Lichtjahre von der Milchstraße entfernt und hat einen Durchmesser von etwa 55.000 Lichtjahren. Gemeinsam mit NGC 2342 bildet sie das gravitativ gebundene Galaxienpaar KPG 125 oder Holm 86.
Das Objekt wurde am 10. November 1864 vom deutschen Astronomen Albert Marth entdeckt.